# Emerson Pereira da Silva
Emerson Pereira da Silva (San Paolo, 21 agosto 1973) è un ex calciatore brasiliano, di ruolo centrocampista.

## Carriera
Nel 1998 ha giocato in Serie A con la maglia del Perugia.

## Statistiche

### Cronologia presenze e reti in nazionale
| Cronologia completa delle presenze e delle reti in nazionale ― Brasile under 20 | Cronologia completa delle presenze e delle reti in nazionale ― Brasile under 20 | Cronologia completa delle presenze e delle reti in nazionale ― Brasile under 20 | Cronologia completa delle presenze e delle reti in nazionale ― Brasile under 20 | Cronologia completa delle presenze e delle reti in nazionale ― Brasile under 20 | Cronologia completa delle presenze e delle reti in nazionale ― Brasile under 20 | Cronologia completa delle presenze e delle reti in nazionale ― Brasile under 20 | Cronologia completa delle presenze e delle reti in nazionale ― Brasile under 20 |
| Data                                                                            | Città                                                                           | In casa                                                                         | Risultato                                                                       | Ospiti                                                                          | Competizione                                                                    | Reti                                                                            | Note                                                                            |
| ------------------------------------------------------------------------------- | ------------------------------------------------------------------------------- | ------------------------------------------------------------------------------- | ------------------------------------------------------------------------------- | ------------------------------------------------------------------------------- | ------------------------------------------------------------------------------- | ------------------------------------------------------------------------------- | ------------------------------------------------------------------------------- |
| 7-3-1993                                                                        | Adelaide                                                                        | Brasile under 20                                                                | 0 – 0                                                                           | Arabia Saudita under 20                                                         | Mondiali Under-20 1993 - 1º turno                                               | -                                                                               | 61’, 75’                                                                        |
| 11-3-1993                                                                       | Adelaide                                                                        | Norvegia under 20                                                               | 0 – 2                                                                           | Brasile under 20                                                                | Mondiali Under-20 1993 - 1º turno                                               | -                                                                               | 60’                                                                             |
| 14-3-1993                                                                       | Adelaide                                                                        | Brasile under 20                                                                | 3 – 0                                                                           | Stati Uniti under 20                                                            | Mondiali Under-20 1993 - Quarti di finale                                       | -                                                                               | 84’                                                                             |
| 17-3-1993                                                                       | Melbourne                                                                       | Australia under 20                                                              | 0 – 2                                                                           | Brasile under 20                                                                | Mondiali Under-20 1993 - Semifinale                                             | -                                                                               | 5’                                                                              |
| 20-3-1993                                                                       | Sydney                                                                          | Ghana under 20                                                                  | 1 – 2                                                                           | Brasile under 20                                                                | Mondiali Under-20 1993 - Finale                                                 | -                                                                               | 61’                                                                             |
| Totale                                                                          |                                                                                 | Presenze                                                                        | 5                                                                               |                                                                                 | Reti                                                                            | 0                                                                               |                                                                                 |

## Palmarès

### Club

#### Competizioni nazionali
- Campionato cileno: 1

Colo-Colo: 1996

#### Competizioni internazionali
- Coppa CONMEBOL: 1

San Paolo: 1994